# لارون سرغی
لارون سرغی (انگلیسی: Larion Serghei; ۳۰ october ۱۹۵۵ (۶۹ سال) – ۵ نوامبر ۲۰۱۹) ورزشکار اهل رومانی بود.
وی در مسابقات کشوری و بین‌المللی در مجموع برندهٔ ۱ مدال نقره، ۲ مدال برنز شده‌است.